# 麻布山
麻布山（あざぶやま）は静岡県浜松市天竜区にある山。標高1,685.7メートル。
黒法師岳から西に約5キロメートルの距離に位置しており、東側には戸中山（1,610メートル）と前黒法師山（1,782.3メートル）が接している。西側には天竜川水系水窪川の支流・戸中川が流れており、1969年（昭和44年）に完成した水窪ダムのダム湖・水窪湖がある。南側には天竜川水系の気田川が流れていて、山腹からは水窪湖に注ぐミテラ沢と、気田川に合流するコガネ沢が端を発している。
かつては山頂に麻布神社の奥宮が存在したが、1959年（昭和34年）の伊勢湾台風によって崩壊。その後、再建されることは無いままとなっている。